# بمرود
بمرود روستایی در دهستان زیرکوه بخش مرکزی شهرستان زیرکوه استان خراسان جنوبی ایران است. بر پایه سرشماری عمومی نفوس و مسکن در سال ۱۳۹۰ جمعیت این روستا ۹۲۲ نفر (در ۲۲۸ خانوار) بوده‌است.

## آثار تاریخی
- قلعه‌ی بمرود:

این قلعه از قلاع تاریخی مربوط به دوره اسماعیلیان است که در محل روستای قدیم بمرود قرار دارد.
- تونل‌ زیر زمینی بمرود

این تونل زیر زمینی در عمق بیست متری و ٣ کیلومتر طول دارد. 
- آسیاب حاجی بمرود
- آسیاب تلو بمرود
- آسیاب میرزا آقایی بمرود
- آسیاب برج سلطان بمرود
- آسیاب عبدالرزاق بمرود
- آسیاب نوگیرای بمرود
- حوض انبار حصه بمرود
- حوض انبار سرپشت بمرود
- حوض انبار وسط قلعه بمرود
- حوض انبار بخته پزی بمرود
- حوض انبار قلندر بمرود
- حوض انبار پوزه کوه بمرود